# Džunko Asariová
Džunko Asariová (japonsky 浅利 純子, Asari Džunko; * 22. září 1969 Kazuno) je japonská běžkyně, specializující se na maratonský běh.
V roce 1993 zvítězila na mistrovství světa v maratonu. Při olympijském startu v Atlantě v roce 1996 doběhla v maratonském závodě sedmnáctá. Její nejlepší výkon na této trati 2:26:10 pochází z roku 1994.